# Ilinka Mitreva
Ilinka Mitreva, född 11 februari 1950 i Skopje i Jugoslavien, död 1 augusti 2022 i Skopje i Nordmakedonien, var en nordmakedonsk professor och politiker som var Makedoniens utrikesminister 2001 och 2002–2006.  
I maj 2001 utsågs hon till Makedoniens utrikesminister men avgick redan i november samma år. År 2002 återinsattes Mitreva i detta ämbete och kvarstod som utrikesminister fram till augusti 2006 då en ny regering tog vid.
Mitreva besökte Sverige den 15–16 december 2003 och sammanträffade då med utrikesminister Laila Freivalds.